# Jazzland Recordings
Jazzland Recordings ist eine norwegische Plattenfirma mit Sitz in Oslo, die mehrere Jazz- und Nu Jazz-Labels betreibt: Jazzland, Grüner und Acoustic. Sie wurde 1996 vom Pianisten Bugge Wesseltoft gegründet, um dessen Album New Conception of Jazz zu veröffentlichen, und gehört zur Universal Music Group.

## Musiker (Auswahl)
- Jazzland: Audun Kleive, Bugge Wesseltoft, Dhafer Youssef, Eivind Aarset, ESE, Jon Balke, Live Maria Roggen, Merriwinkle, Sidsel Endresen, Torun Eriksen, Wibutee, Rymden
- Grüner: Beady Belle, gen;lon, Jon Eberson Group, Patrick Shaw Iversen & Raymond Pellicer, Punkt, The Mungolian Jet Set.
- Acoustic: Atomic, Håkon Kornstad, Håvard Wiik, Ingebrigt Håker Flaten, Maria Kannegaard, Ola Kvernberg, Samsa’Ra, Shining

## Weblink
- Webpräsenz (englisch)